# Irepodun
Irepodun est une zone de gouvernement local de l'État de Kwara au Nigeria,.

## Source
- (en) Cet article est partiellement ou en totalité issu de l’article de Wikipédia en anglais intitulé « Irepodun, Kwara » (voir la liste des auteurs).